# 螢雪次朗
螢 雪次朗（ほたる ゆきじろう、1951年8月27日 - ）は、日本の俳優。埼玉県出身。血液型はB型。株式会社CESエンタテインメント所属。
芸名ではあるものの「螢」という苗字や、男性で「雪」から始まる名前がいずれも非常に珍しいことから、苗字と名前の区切りが判らず「けいせつ じろう」とぎなた読みされることが多いことで知られる。インターネットでも検索バーに「けいせつじろう」と入力して検索をかけると螢雪次朗がヒットするようになっている。

## 来歴
高校2年生の頃にアマチュア劇団に所属していた姉の影響で俳優の道を志す。高校卒業後、東京演劇アンサンブル付属俳優教室を経て東京演劇アンサンブルに入団した。25歳までは劇団に所属していたが、新劇以外のアングラ演劇などに興味を持ち、退団して小規模な芝居を中心に活動するようになった。
30歳の時にストリップ劇場での芝居に参加したのをきっかけに、新東宝映画などのピンク映画や日活ロマンポルノに数多く出演した。1984年にヌード劇場で知り合ったルパン鈴木とコントグループ「螢雪次朗一座」を結成。『ザ・テレビ演芸』（テレビ朝日）に出演し、11週勝ち抜き人気を集める。
39歳の時にコンビを解散し、本格的に役者として活動。
1990年、映画『病院へ行こう』の定役が好評を得る。同年、東映不思議コメディーシリーズ第11作『美少女仮面ポワトリン』（フジテレビ）にて悪の帝王・ディアブル役で初レギュラー。
SFモノへの出演をきっかけに、雨宮慶太作品には常連出演することになる。
1995年、金子修介監督の映画『ガメラ 大怪獣空中決戦』（大迫警部補役）で特撮ファンなどから知られるようになる。以後、金子作品にも常連出演している。

## 交友関係
1960年代に大映作品などで活躍した蛍雪太朗は師匠にあたり、芸名もそれにちなんでいる。一部の名鑑などに血縁であると記載されているものがあるが、誤り。この蛍雪太朗も、大映時代のガメラシリーズへの出演歴があり（『大怪獣空中戦 ガメラ対ギャオス』）、螢がガメラへの出演を希望した理由の一つになっている。
ピンク映画時代の滝田洋二郎監督とは、一時ほとんどの作品で主演としてコンビを組み、探偵黒田一平シリーズなどのコミカルな演技で、自身と滝田の名を大いに高めた。今なお高く評価される作品も少なくなく、螢もピンクの仕事に誇りを抱いていることもあって、メジャー定着後も2004年頃まで成人映画に出演していた。滝田とは、一般映画においても脇役出演などで盟友関係が続いている。
平成ガメラシリーズの監督金子修介とは金子がロマンポルノを撮影していた頃に出会っており、映画『いたずらロリータ。うしろからバージン』への出演依頼も受けていたが、同時上映が滝田組の『はみ出しスクール水着』であったために断っている。その時に金子といつか一緒に仕事をしようと交わしたことが後の平成ガメラシリーズへの出演に繋がっている。
映画『ゼイラム』以来雨宮慶太の監督作品に多く出演しており、後年では「雨宮組の番頭」と称されている。自ら「雨宮教」を自称するほど雨宮を敬愛しており、雨宮を世界に通用するクリエイターであると評している。雨宮、金子、渡邊元嗣と、いずれもSFを最も得意とする監督の常連であり、滝田洋二郎も螢が主演の作品は本格ミステリが多いため、日本のSF、ミステリファンにとって最も親しみ深い俳優の一人となっている。

## 出演

### テレビドラマ
- あぶない刑事 第46話「脱出」（1987年、日本テレビ） - ライブハウス店主
- ヒルビリー・ザ・キッド（1987年10月 - 1988年3月、テレビ朝日）
- 火曜サスペンス劇場（日本テレビ）
  - 湾岸に消えた女（1989年2月28日）
  - 宵待草殺人事件（1989年10月3日）
  - 盲人探偵・松永礼太郎（1995年 - 1999年） - 井手刑事
- 空と海をこえて（1989年9月16日、TBS）
- ドラマチック22「哀愁の玉ねぎボーイ」（1989年11月11日、TBS）
- 東映不思議コメディーシリーズ（フジテレビ）
  - 美少女仮面ポワトリン（1990年） - ディアブル
  - うたう!大龍宮城（1992年） - UFO
  - 有言実行三姉妹シュシュトリアン 第38話「チーズになった月」（1993年） - 狼男
- 八百八町夢日記 第1シリーズ 第32話「信玄谷の忍び花」（1990年、日本テレビ） - 又七
- 長七郎江戸日記 第3シリーズ（1990年 - 1991年、日本テレビ） - 要町の文次
- NHKスペシャル・ニューウェーブドラマ 「ネットワーク・ベイビー」（1991年、NHK総合）
- デパート!夏物語（1991年、TBS） - （株）三觜・縫製工場の従業員
- 世にも奇妙な物語（フジテレビ）
  - 「我が家はどこだ」（1991年）
  - 「声が聞こえる」（1992年） - 吉田利春
- 土曜ドラマ（NHK総合）
  - 新十津川物語（1991年） - 中垣芳太郎 役
  - 地球をダメにする50のかんたんな方法（1992年） - 佐々木
  - みかづき 第1回「輝く瞳」（2019年1月26日） - 山田校長
- 往診ドクター事件カルテ 第7話「女は度胸でストリップ」（1992年、朝日放送）
- 悪いこと　第9話「秘訣」（1992年、フジテレビ）
- 刑事貴族3　第25話「湖の記憶」（1992年12月18日、日本テレビ）
- ララバイ刑事（1993年、テレビ朝日） - 草野大吉（刑事）
- 月曜ドラマスペシャル→月曜ミステリー劇場→月曜ゴールデン→月曜名作劇場（TBS）
  - 小児外科病棟 あしたまたね!（1993年5月31日）
  - 女管理人 芦屋野々子の推理（1994年3月7日）
  - 松本清張特別企画・証明（1994年11月14日） - 鏡刑事
  - 演歌・唱太郎の人情事件日誌 - 谷山信夫
    - 演歌・唱太郎の人情事件日誌I（1996年9月2日）
    - 演歌・唱太郎の人情事件日誌II（1997年1月20日）
    - 演歌・唱太郎の人情事件日誌III（1997年7月21日）

  - 誰かが私を愛してる（1997年11月17日）
  - リストラ刑事（1999年2月1日） - 浜崎健次郎
  - 早乙女千春の添乗報告書15「奥軽井沢湯けむりツアー殺人事件」（2004年1月12日） - 熊沢忠夫
  - 警視庁・内偵監察官 桜沢葵の事件簿（2005年3月7日） - 小島則雄
  - 狩矢警部シリーズ9「坂本龍馬殺人事件」（2010年11月15日） - 西片一郎
  - 女タクシードライバーの事件日誌6「スカイツリーは見ていた！」（2012年1月16日） - 藤田忠雄
  - 釣り刑事3（2012年8月27日） - 魚住秀次
  - 松本清張没後20年スペシャル・寒流（2013年1月14日） - 北原
  - 信濃のコロンボ - 宮崎良雄
    - 信濃のコロンボ2「戸隠伝説殺人事件」（2014年11月24日）
    - 信濃のコロンボ3「北国街道殺人事件」（2016年11月14日）
    - 信濃のコロンボ4「軽井沢追分殺人事件」（2017年4月24日）
    - 信濃のコロンボ5「「信濃の国」殺人事件」（2017年11月20日）

  - 特別企画・全盲の僕が弁護士になった理由〜実話に基づく感動サスペンス!〜（2014年12月1日） - 前田哲夫
  - 刑事シュート5 しゅうと&ムコの事件日誌（2015年3月2日） - 森忠彦
  - 新 法廷荒らし 猪狩文助〜終の棲家〜（2015年3月16日） - 福田孝男
  - 伝説の監察医 オニグマの事件簿2（2015年6月1日） - 広瀬明彦
  - 警視庁機動捜査隊216VIII「傷痕」（2017年9月4日） - 斉藤治郎
  - 確証〜警視庁捜査三課（2017年11月6日） - 福田大吉
- 鬼平犯科帳（フジテレビ）
  - 第5シリーズ 第6話「白根の万左衛門」（1994年） - 松（スリ）
  - 第7シリーズ 第1話「麻布ねずみ坂」（1996年） - 川谷の庄吉
- 江戸の用心棒 第1シリーズ 第5話「まやかしの花嫁衣装」（1994年、日本テレビ） - 小平次
- 事件「OLが見た ホーム転落死の真相!」（1994年、テレビ朝日） - 土田隆
- 星の金貨（1995年、日本テレビ） - 新井勝治
- 3番テーブルの客（1996年、フジテレビ）
- 大河ドラマ（NHK総合）
  - 毛利元就（1997年） - 品田上野介
  - 風林火山 第19話（2007年） - 大井貞隆
  - 天地人（2009年） - 遠山康光
  - 平清盛（2012年） - 平康頼
- 冬の蛍 第3回（1997年、NHK総合） - 森岡俊信
- はみだし刑事情熱系（テレビ朝日）
  - PART2 第6話「密告殺人！娘の涙」（1997年11月19日） - 山下利幸
  - PART3 最終話「東京－小樽－敦賀 涙の日本海殺人ルート！」（1999年3月24日） - 寺田浩一
- 髪結い伊三次 第4話「赤い闇」（1999年、フジテレビ） - 村雨弥十郎
- 御家人斬九郎 第4シリーズ 第5話「罠には罠を」（1999年、フジテレビ） - 猫だましの又八
- 鉄甲機ミカヅキ（2000年、フジテレビ） - 土肥原邦生
- ナースのお仕事3（2000年、フジテレビ） - 斉藤善平
- 介護ビジネス（2001年3月10日・17日、NHK総合） - 大谷富雄
- 京都祇園入り婿刑事事件簿8（2001年6月8日、フジテレビ）
- 松本清張特別企画・影の車（2001年2月19日、TBS） - 吉山
- ニコニコ日記（2003年、NHK総合）
- いつもふたりで（2003年、フジテレビ）
- Deep Love〜アユの物語〜（2004年、テレビ東京） - 義之の父
- スカイハイ2（2004年、テレビ朝日）
- スローダンス（2005年、フジテレビ） - テレビファクトリー社長
- 幸せになりたい!（2005年、TBS）
- 連続テレビ小説（NHK総合）
  - あぐり（1997年）
  - 風のハルカ（2005年） - 藤沢義三
  - マッサン（2014年度下半期） - 西田進
  - とと姉ちゃん（2016年） - 田中利一
- 富豪刑事 第3話「密室の富豪刑事」（2005年1月27日、テレビ朝日） - 松平洋平
- ウルトラシリーズ
  - ウルトラマンマックス（中部日本放送・TBS） - 考古学者・進藤貢
    - 第5話「出現、怪獣島!」（2005年7月30日）
    - 第6話「爆撃、5秒前!」（2005年8月6日）

  - ネオ・ウルトラQ 第11話「アルゴス・デモクラシー」（2013年、WOWOW） - 村上警部
- 牙狼〈GARO〉シリーズ - 倉橋ゴンザ
  - 牙狼〈GARO〉（2005年 - 2006年、テレビ東京）
  - 牙狼〈GARO〉スペシャル 白夜の魔獣（2006年12月、ファミリー劇場）
  - 牙狼〈GARO〉 〜MAKAISENKI〜（2011年10月6日 - 、テレビ東京）
  - 牙狼〈GARO〉 -魔戒ノ花-（2014年4月4日 - 、テレビ東京）
  - 牙狼〈GARO〉-魔戒烈伝-（2016年4月9日 - 、テレビ東京）
- 探偵ブギ（2006年、TOKYO MX） - 前田カオル
- 水戸黄門 第36部 第3話「手抜き普請の悪退治 -善光寺-」（2006年、TBS） - 松五郎
- 土曜ワイド劇場（テレビ朝日）
  - キソウの女（2003年 - ） - 芦屋泰三
  - 法医学教室の事件ファイル34（2012年2月11日） - 元三
  - 西村京太郎トラベルミステリー
    - 西村京太郎トラベルミステリー58「山形新幹線・つばさ129号の女！」（2012年11月3日） - 柴田秀夫
    - 西村京太郎トラベルミステリー72「十津川警部のラストラン」（2020年7月26日） - 浦野典史 ※「日曜プライム」枠で放送。

  - 遺品の声を聴く男5（2014年6月21日） - 安田
  - ゴーストライターの殺人取材2（2015年11月14日） - 大滝燐太郎
  - 終着駅の牛尾刑事VS事件記者・冴子15（2016年1月9日） - 川岸一義
  - 刑事一徹〜命懸けで捜査に挑む 犯人より心配性な男（2016年7月23日） - 小野良一
  - 深層捜査1（2017年） - 星野雪夫
- 太閤記〜天下を獲った男・秀吉（2006年、テレビ朝日） - 佐久間信盛
- 火曜ドラマゴールド / 美貌のメス 脳神経外科医・津山慶子」（2007年2月13日、日本テレビ） - 原島文明
- 悪魔が来りて笛を吹く（2007年1月5日、フジテレビ） - 玉虫利彦
- グッジョブ -Good job-（2007年3月26日 - 30日、NHK総合） - 高田明仁
- モップガール（2007年、テレビ朝日） - ルーク本郷
- ファイブ（2008年1月、NHK総合）
- キューティーハニー THE LIVE（2007年1月、テレビ東京） - スパイ
- 東京少女岡本あずさ 第1話「16年目の約束」（2008年11月1日、BS-i） - 堂島良夫
- ブラッディ・マンデイ - 船木勘助
- NHKスペシャル・最後の戦犯（2008年12月7日、NHK総合） - 刑事
- かりゆし先生ちばる!（2009年、テレビ東京） - 倉沢英輔
- 怨み屋本舗 REBOOT（2009年9月、テレビ東京） - 久我山学
- 臨場 第1・10・最終話（2010年4月7日、6月16・23日　テレビ朝日） - 谷本警部補
- ジョーカー 許されざる捜査官（第6話） 第6話（2010年8月17日、フジテレビ） - 久遠荘平
- 10年先も君に恋して 第4回「恋の犠牲者?」（2010年9月21日、NHK総合） - ウェイター
- マークスの山（2010年10月27日 -11月14日、WOWOW） - 林省三
- 相棒（テレビ朝日）
  - season9 第4話「過渡期」（2010年11月17日） - 猪瀬洋三
  - season18 第11話「ブラックアウト」（2020年1月1日） - 溝口正吾
- 坂の上の雲（2010年12月12日、NHK総合） - 政吉
- 新春ドラマ特別企画「赤い指〜『新参者』加賀恭一郎再び!」（2011年1月3日、TBS） - ジョギングの男性
- 隠密八百八町 第2回「結成!隠密組」・第3回「金の亡者たち」（2011年1月15日・22日、NHK総合） - 政吉
- 最上の命医 第5話（2011年2月7日、テレビ東京） - 古里芳春
- 冬のサクラ（2011年2月13日、TBS）
- 遺留捜査（2011年4月-6月・2014年10月・2015年5月、テレビ朝日） - 宮下晴彦
- 下町ロケット（2011年9月、WOWOW） - 岩崎社長
- ボクら星屑のダンス（2011年10月6日、テレビ東京） - 浮田藤治郎
- 使命と魂のリミット（2011年11月5日・12日、NHK総合） - 笠木政幸
- 造花の蜜（2011年11月 - 12月、WOWOW） - 剣崎五郎
- 金曜プレステージ（フジテレビ）
  - 医療捜査官 財前一二三2（2011年12月16日） - 阿部壮介
  - 淋しい狩人（2013年9月20日） - 飯島
  - 堂場瞬一サスペンス 執着〜捜査一課・澤村慶司2（2014年3月7日） - 春山寛司
- 孤独のグルメ Season1 第5話（2012年2月2日、テレビ東京） - 怪しい釣り師
- エンドロール〜伝説の父〜（2012年） - 井上辰五郎
- 悪夢のドライブ（2012年4月 - 6月、BS朝日） - 山田幸夫
- リッチマン、プアウーマン（2012年7月 - 9月、フジテレビ） - 夏井真二郎
- 東野圭吾ミステリーズ（2012年7月 - 9月、フジテレビ） - 警部（※ナビゲーションパート）
- 負けて、勝つ 〜戦後を創った男・吉田茂〜（2012年9月 - ）
- TOKYOエアポート〜東京空港管制保安部〜（2012年10月 - 12月、フジテレビ） - 田辺明
- 遅咲きのヒマワリ〜ボクの人生、リニューアル〜（2012年10月 - 12月、フジテレビ） - 小平正勝
- ゴーイング マイ ホーム（2012年、フジテレビ）
- 書店員ミチルの身の上話（2013年、NHK総合） - しゃぶしゃぶ屋店員
- 水曜ミステリー9（テレビ東京）
  - 嘘の証明 犯罪心理分析官・梶原圭子2（2013年1月9日） - 辻和昭
  - 湯けむりドクター華岡万里子の温泉事件簿7（2013年3月13日） - 金村源蔵
  - 刑事吉永誠一 涙の事件簿11（2013年4月3日） - 田川重光
  - さすらい署長 風間昭平11（2014年10月8日） - 杉浦政吉
  - 邪魔〜主婦が堕ちた破滅の道（2015年9月2日） - 林葉将太
  - トカゲの女 警視庁特殊犯罪バイク班3（2017年2月8日） - 内田建吾
- めしばな刑事タチバナ 第10話（2013年6月19日、テレビ東京） - 武井芳郎
- 衝撃ゴウライガン!! 第10話（2013年12月6日、テレビ東京） - ハク
- NHK正月時代劇 桜ほうさら（2014年1月1日、NHK総合） - 代書屋
- セーラーゾンビ 第8話（2014年6月14日、テレビ東京）
- HERO 第2シリーズ 第1話（2014年7月14日、フジテレビ） - 佃刑事
- 昼顔〜平日午後3時の恋人たち〜（2014年7月 - 9月、フジテレビ） - 増沢雄二
- おそろし〜三島屋変調百物語 第2話（2014年9月6日、NHK BSプレミアム） - 清六
- 東京にオリンピックを呼んだ男（2014年10月11日、フジテレビ） - 工野七五郎
- ドラマスペシャル・最後の証人（2015年1月24日、テレビ朝日） - 五十嵐雅司
- 贖罪の奏鳴曲（2015年1月24日 - 2月14日、WOWOW） - 桑江忠志
- テミスの求刑（2015年5月10日 - 5月31日、WOWOW） - 平川彰三
- 京都人情捜査ファイル 第5話（2015年5月28日、テレビ朝日） - 河原真
- 刑事7人 シーズン1 第2話「氷の殺人」（2015年7月22日、テレビ朝日） - 坂上洋一
- 結婚式の前日に（2015年10月 - 12月、TBS） - 前原源太
- ぼんくら2（2015年10月 - 12月、NHK総合） - 岡っ引・八助
- エンジェル・ハート 第2話（2015年10月18日、日本テレビ） - トメ
- コウノドリ 第5話（2015年11月13日、TBS） - 元倉和雄
- 藤沢周平 新ドラマシリーズ 遅いしあわせ（2015年11月23日、時代劇専門チャンネル） - めし屋主人・仙蔵
- ヒガンバナ〜警視庁捜査七課〜 第7話（2016年2月24日、日本テレビ） - 立石
- 伝七捕物帳（2016年） - 早瀬市之進
- 遺産相続弁護士 柿崎真一 第1話（2016年7月7日、読売テレビ・日本テレビ） - 山岸秀雄
- 山女日記〜女たちは頂を目指して〜（NHK BSプレミアム） - 本郷義男
  - 第5回「雨女 〜白馬岳〜」（2016年12月4日）
  - 第6回「分岐点 〜白馬岳〜」（2016年12月11日）
- ON 異常犯罪捜査官・藤堂比奈子 第2話「謎の凍結遺体…犯人への危険な興味」（2016年7月19日、関西テレビ・フジテレビ） - 霜川幸三
- しあわせの記憶（2017年） - 赤松洋二
- ヒトヤノトゲ〜獄の棘〜（2017年、WOWOW） - 田崎孝太郎
- 山本周五郎時代劇 武士の魂 第1話「大将首」（2017年4月4日、BSジャパン） - 植村弥兵衛
- CRISIS 公安機動捜査隊特捜班 第3話「議員襲撃! テロ阻止せよ」（2017年4月25日、関西テレビ・フジテレビ） - 浜尾徹
- 誤差（2017年5月10日、テレビ東京） - 川田正弘
- 警視庁ゼロ係〜生活安全課なんでも相談室〜 SECOND SEASON 第5話「連続吹き矢殺人」（2017年8月25日、テレビ東京） - 高梨健一
- 水戸黄門 第1シリーズ 第9話「風来坊の片想い -浄法寺-」（2017年11月29日、BS-TBS） - 茂兵衛
- 日曜ワイド（テレビ朝日）
  - 電卓刑事（2017年12月17日） - 古城良夫
  - 管理官 明石美和子 十四番目に来た女（2018年3月4日） - 近藤和夫
- 監査役 野崎修平（2018年） - 元・おおぞら銀行東銀座支店 支店長 大森良夫
- 平成細雪（2018年） - 香西平三
- アンナチュラル 第7話「殺人遊戯」（2018年2月23日、TBS） - 宮前刑事
- スモーキング（2018年、テレビ東京） - 松戸
- 警視庁・捜査一課長 season3 第9話「最終章!! お堅い女の几帳面殺人トリック!!」（2018年6月7日、テレビ朝日） - 堅物正道
- 指定弁護士（2018年9月23日、テレビ朝日） - 岩沢徹
- 科捜研の女（テレビ朝日）
  - 科捜研の女 Season 18 第7話「自給自足の達人」（2018年12月6日） - 恩田源次郎（天郷村 村民）
  - 科捜研の女season23 第4話「京都グルメ王殺人」（2023年9月6日） - 江草晴雅（おばんざい屋「京おばんざい えぐさ」店主）
- ミストレス〜女たちの秘密〜（2019年4月19日 - 6月21日、NHK総合） - 荒木太蔵
- W県警の悲劇 第1話「許さない女」（2019年7月27日、BSテレ東） - 熊倉哲
- 歪んだ波紋（NHK BSプレミアム） - 山尾健二
  - 第2回「職業は記者」（2019年11月10日） - 声のみ
  - 第3回「霧の中」（2019年11月17日）
- シャーロック 第7話「少年シャーロック現る! 祖父誘拐と開かずの金庫」（2019年11月18日、フジテレビ） - 須磨銀次
- 行列の女神〜らーめん才遊記〜 第5話「名店の後継者コンペに仕掛けた罠!? 天敵から第3の刺客」（2020年5月18日、テレビ東京） - 「おおひら食堂」店主・大平茂幸
- 天使にリクエストを〜人生最後の願い〜（2020年9月19日 - 10月17日、NHK総合） - 今久保忠雄
- 庶務行員・多加賀主水5（2020年9月24日、テレビ朝日） - 桜木一郎
- 警視庁強行犯係 樋口顕 第3話「円卓」（2021年1月29日、テレビ東京） - 松永隆文
- 監察医 朝顔 第2シリーズ 第15話・最終話（2021年2月22日・3月22日、フジテレビ） - 桑原誠
- ドラマスペシャル・東京地検の男（2021年3月24日、テレビ朝日） - 村井修三
- ネメシス 第4話（2021年5月2日、日本テレビ） - 井山清十郎
- 最愛 第8話・最終話（2021年12月3日・17日、TBS） - 柳医師
- 土曜ドラマ 正義の天秤（2021年・2023年、NHK総合）
  - 正義の天秤 第1回（2021年9月25日） - 三村ホールディングス会長 三村裕國
  - 正義の天秤 Season2 第1回（2023年5月6日） - 死刑囚の父
- 特捜9 season5 第9話「仮面の追跡」（2022年6月1日、テレビ朝日） - 坂本幹也
- 元彼の遺言状 最終話（2022年6月20日、フジテレビ） - 嶺村信一
- 個人差あります（2022年8月6日 - 9月24日、東海テレビ・フジテレビ） - 磯森宏
- 暴太郎戦隊ドンブラザーズ ドン41話（2022年12月18日） - リアルサンタ
- スタンドUPスタート 第6話（2023年2月22日、フジテレビ） - 風汐市の商店街会長（青果店）
- テレビとはあついものなり〜放送70年TV創世記〜（2023年3月21日、NHK総合） - カメラの源さん[5]
- 家政夫のミタゾノ 第6シリーズ 第1話（2023年10月10日、テレビ朝日）[6][7] - 青谷町自治会長 上岡忠雄
- セクシー田中さん（2023年、日本テレビ） - 笙野正晴（浩介の父）
- うちの弁護士は手がかかる 最終話（2023年12月22日、フジテレビ） - 青海医科大学病院院長 武藤源三郎
- 君が心をくれたから（2024年1月8日 - 3月18日、フジテレビ） - 柳田達夫[8]
- マウンテンドクター 第1話（2024年7月8日、関西テレビ・フジテレビ） - 宇田伸一 役[9]
- 憶えのない殺人（2025年2月22日、NHK BS / 放送日未定、NHK BSプレミアム4K） - 内山宗史郎 役[10][11]

### 映画
- 痴漢電車良いOL・悪いOL・普通のOL（1983年1月、稲尾実監督）
- 連続暴姦（1983年、滝田洋二郎監督）
- 痴漢電車 ちんちん発車（1984年、滝田洋二郎監督）
- タイム・アバンチュール 絶頂5秒前（1986年、滝田洋二郎監督）
- エイズをぶっ飛ばせ!桃色プッツン娘（1986年、渡辺元嗣監督）
- 木村家の人びと（1986年、滝田洋二郎監督）
- お元気クリニック 立って貰います（1988年、渡辺元嗣監督）
- 危ない話 第一話「ツタンカーメン王の呪い」（1989年、井筒和幸監督）
- 病院へ行こう（1990年、滝田洋二郎監督）
- ゼイラム（1991年、雨宮慶太監督）
  - ゼイラム2（1994年、雨宮慶太監督）
- 僕らはみんな生きている（1993年、滝田洋二郎監督）
- 課長島耕作（1993年、根岸吉太郎監督）
- 夜逃げ屋本舗2（1993年、原隆二監督）
- ゲンセンカン主人（1994年、石井輝男監督）
- 平成ガメラシリーズ（金子修介監督） - 大迫力
  - ガメラ 大怪獣空中決戦（1995年）
  - ガメラ2 レギオン襲来（1996年）
  - ガメラ3 邪神<イリス>覚醒（1999年）
- 人造人間ハカイダー（1995年、雨宮慶太監督）
- 平成無責任一家 東京デラックス（1995年、崔洋一監督）
- さすらいのトラブルバスター（1996年、井筒和幸監督）
- タオの月（1997年、雨宮慶太監督）
- 学校の怪談3（1997年、金子修介監督）
- CURE（1997年、黒沢清監督）
- 好色くノ一忍法帖 ヴァージン・スナイパー 美少女妖魔伝（1997年、渡辺元嗣監督）
- なにわ忠臣蔵（1998年、萩庭貞明監督） - 山田
- お受験（1999年、滝田洋二郎監督）
- ゴースト・ボクサー（1999年、大畑晃一監督）
- 秘密（1999年、滝田洋二郎監督）
- クロスファイア（2000年、金子修介監督）
- 京浜抗争史外伝 最後の組長（2000年） - 島田
- 喪服の女 崩れる（2001年、後藤大輔監督）
- 陰陽師（2001年、滝田洋二郎監督）
  - 陰陽師II（2003年、滝田洋二郎監督）
- ゴジラ・モスラ・キングギドラ 大怪獣総攻撃（2001年、金子修介監督） - 自殺志願の男[1]
- 岸和田少年愚連隊 カオルちゃん最強伝説 EPISODE 2 ロシアより愛をこめて（2002年） - 磯部
- 突入せよ! あさま山荘事件（2002年、原田眞人監督）
- トリック劇場版（2002年、堤幸彦監督）
- 痴漢バス2 三十路の火照り（2002年、荒木太郎監督）
- 壬生義士伝（2003年、滝田洋二郎監督）
- カクト（2003年、伊勢谷友介監督）
- 13階段（2003年、長澤雅彦監督）
- KUMISO（2003年、香月秀之監督）
- 介護SEX お義父さん、やめて!（2003年、新田栄監督）
- ナニワ金融道（茅根隆史監督）
  - ナニワ金融道 死角はどこだ￥ -THE MOVIE-（2004年、）
  - ナニワ金融道 灰原勝負! 起死回生のおとしまえ!!（2005年）
- 三浦和義事件〜もうひとつのロス疑惑の真実〜（2004年、東真司監督）
- day alone〜マノーラと姫ちゃん〜（2005年、西浦正記監督）
- 鉄人28号（2005年、冨樫森監督）
- 阿修羅城の瞳（2005年、滝田洋二郎監督）
- 深海獣レイゴー（2005年、林家しん平監督） - 大迫登
- ベルナのしっぽ（2006年、山口晃二監督） - 樫山徹
- 犬神家の一族（2006年、市川崑監督）
- 手紙（2006年、生野慈朗監督） - アパートの管理人
- マリと子犬の物語（2007年、猪股隆一監督）
- ネコナデ（2008年）
- クライマーズ・ハイ（2008年、原田眞人監督） - 追村穣（編集局次長）
- 釣りキチ三平（2009年、滝田洋二郎監督）
- テケテケ / テケテケ2（2009年、白石晃士監督）
- バサラ人間（2009年、山田広野監督）
- 劒岳 点の記（2009年、木村大作監督） - 宮本金作（宇治長次郎の助手）
- 笑う警官（2009年、角川春樹監督） - 植村辰男
- 半分の月がのぼる空（2010年、深川栄洋監督）
- day alone 〜マノーラと姫ちゃん〜（2010年、西浦正記監督） - 片山幸介
- SP THE MOTION PICTURE （波多野貴文監督） - 田辺晋一内閣官房長官
  - 「野望篇」（2010年）
  - 「革命篇」（2011年）
- 裁判長!ここは懲役4年でどうすか（2010年11月6日、豊島圭介監督）
- 酔いがさめたら、うちに帰ろう。（2010年、東陽一監督） - 吉田
- ポールダンシングボーイ☆ず（2011年、金子修介監督）
- あぜ道のダンディ（2011年、石井裕也監督） - サラリーマン
- 寄性獣医・鈴音（2011年、金田龍監督） - 有薗博士
- すべての女に嘘がある （2012年、宝来忠昭監督）
- あんてるさんの花 （2012年、宝来忠昭監督）
- BRAVE HEARTS 海猿 （2012年、羽住英一郎監督） - 堂上進二郎
- 人生、いろどり（2012年、御法川修監督） - 菅谷茂
- ばななとグローブとジンベエザメ（2013年、矢城潤一監督） - 玉城和也
- 牙狼シリーズ（雨宮慶太監督）
  - 牙狼〈GARO〉〜蒼哭ノ魔竜〜（2013年） - キリアの声
  - 牙狼〈GARO〉-月虹ノ旅人-（2019年10月4日） - 倉橋ゴンザ、ワタナベキヨシ（露天商）
- 百年の時計（2013年、金子修介監督） - 高橋久雄
- 忍たま乱太郎 夏休み宿題大作戦!の段（2013年7月6日、田﨑竜太監督） - 山田伝蔵
- 飛べ!ダコタ（2013年、油谷誠至監督） - 浜中幸三
- ルームメイト（2013年）
- ハダカの美奈子（2013年）
- 小さいおうち（2014年1月25日、山田洋次監督）
- 共に歩く（2014年4月5日、宮本正樹監督） - 岩村定雄
- 春を背負って（2014年6月14日） - 中川聡史の父
- THE NEXT GENERATION -パトレイバー- 第5章（2014年10月18日、田口清隆監督）
- シャンティ デイズ 365日、幸せな呼吸（2014年10月25日、永田琴監督） - 佐藤
- 迷宮カフェ（2015年3月7日、帆根川廣監督）
- 図書館戦争-THE LAST MISSION-（2015年10月10日、佐藤信介監督）
- 海難1890（2015年12月5日、田中光敏監督）
- 泣き虫ピエロの結婚式（2016年9月24日、御法川修監督） - 勝俣忍
- だれかの木琴（2016年9月10日、東陽一監督）
- ラストレシピ〜麒麟の舌の記憶〜（2017年11月3日、滝田洋二郎監督） - 夫（中国人）
- ボーダーライン（2017年12月16日）
- 北の桜守（2018年3月10日、滝田洋二郎監督）
- 家に帰ると妻が必ず死んだふりをしています。（2018年6月8日） - 進一
- 大仏廻国 The Great Buddha Arrival（2018年12月15日、横川寛人監督）[12] - 大崎刑事
- 星に語りて（2019年3月10日、松本動監督） - 小沢隆
- 宮本から君へ（2019年9月27日、真利子哲也監督） - 中野靖邦
- くらやみ祭の小川さん（2019年10月25日） - 柴崎昭⼀
- AI崩壊（2020年1月31日、入江悠監督） - 漁師
- ネズラ1964（2021年1月16日、横川寛人監督） - ナガノ
- お終活 熟春!人生、百年時代の過ごし方（2021年5月21日、香月秀之監督） -　井上隆弘
- 犬部!（2021年7月22日、篠原哲雄監督） - ペットショップ「ドリーム」経営 久米尚之
- 信虎（2021年11月、金子修介監督） - 日伝上人
- Sin Clock（2023年2月、牧賢治監督） - 大谷
- HOSHI 35/ホシクズ（2023年3月、横川寛人監督） - カミヤ[13]
- ブラックホールに願いを!（2025年12月6日公開予定、渡邉聡監督）[14]

### オリジナルビデオ
- バカヤロー!V2 私、問題です 第1話「私のバスにはパパがいる」（1994年）
- 痴漢日記シリーズ（1995年）
- 縄師事件簿（1996年） - 主演・司朗（緊縛師）
- 極妻は15才（1996年）
- XX（ダブルエックス） 美しき機能（キリングマシーン）（1996年）
- 難波金融伝ミナミの帝王29「闇の代理人」（2005年） - 司郎
- 男たちの墓標〜事件屋稼業〜（2000年）
- 全裸若女将（2001年） - 番頭
- 影の交渉人 ナニワ人情列伝（2010年） - プロ乞食
  - 影の交渉人2 ナニワ人情列伝 秘密を知る男（2010年）
  - 影の交渉人3 ナニワ人情列伝 法廷への階段（2010年）
- 疵と掟1,2（2018年） - 安斉組若頭 田淵毅
- 日本極道戦争（2019年）全12作 - 三代目神征会会長 矢島剛一
- キングダム 〜首領になった男〜3,4（2019年,2020年） - 一岡連合会会長 一岡善仁

### インターネット配信ドラマ
- グラウエンの鳥籠（1999年、アスキーイーシー） - 田園署刑事 郷田正志
- 恋は実家じゃ生まれない（2005年、NET CINEMA.TV）
- 探偵事務所5 Another Story 2nd Season 第1話「その男 俳句探偵 五七五」（2007年）
- T-UP presents サムズアップ!（2011年、見参楽） - シゲ爺
- 逃亡料理人ワタナベ 第3・4話（2019年）京丹後市編
- 全裸監督2 第1話（2021年6月24日、Netflix）
- 新聞記者 第5話（2022年1月13日配信、Netflix） - 東都新聞社長

### 舞台
- サクラ大戦歌謡ショウ - 金田金四郎
- 魔界転生（2006年9月2日 - 26日、新橋演舞場） - 木村助九郎
- OSK SAKURA NIGHT（2019年7月13日 - 24日、京都南座） - 金田金四郎
- MANKAI STAGE『A3!』 - 泉田喜久雄
  - 〜AUTUMN 2020〜〈声の出演〉
    - 【東京公演】 2020年1月18日 - 26日、品川プリンスホテル ステラボール
    - 【愛知公演】 2020年1月31日 - 2月2日、アイプラザ豊橋
    - 【兵庫公演】 2020年2月6日 - 16日、AiiA 2.5 Theater Kobe
    - 【東京凱旋公演】2020年2月20日 - 3月1日、品川プリンスホテル ステラボール

  - ACT2! 〜AUTUMN 2022〜（2022年11月 - 12月、東京 / 福岡 / 東京凱旋）

### ゲーム
- ムーンクレイドル
- バーチャフォトスタジオ（1996年3月26日） - 西園寺ゴウ
- グランディアIII（2005年8月4日） - ドラク、セイバ

### 朗読
- おはなしのくに（NHK教育）

### その他
- ガメラ4 真実（林家しん平監督）※自主制作映画